# Tăng cơ bắp

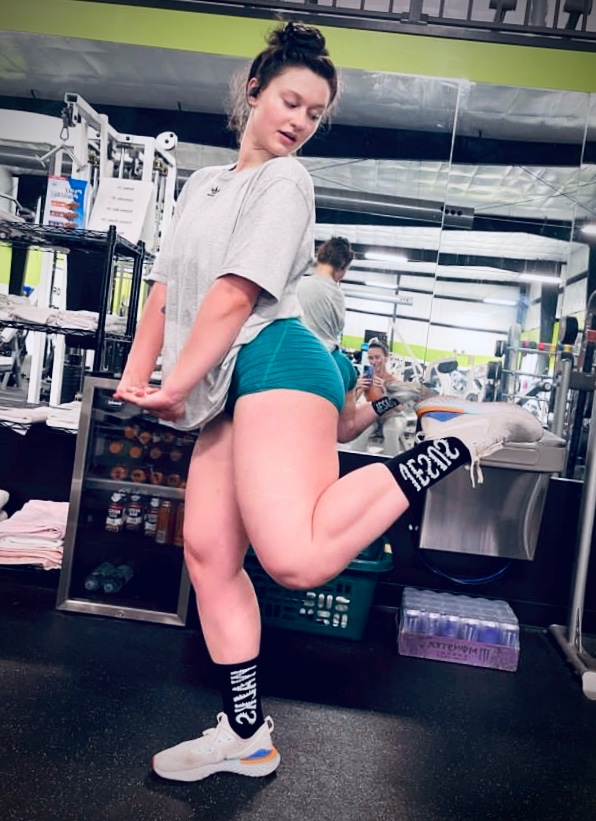
Bài tập cơ đùi để tăng sản cơ phần thân dưới và hai chân, cơ chế khoa học của nó là gây áp lực lên cơ và lặp lại chu trình đó liên tục

Tăng sản cơ bắp hay tăng sản cơ (Muscle hypertrophy) hay còn gọi là xây dựng cơ bắp (Muscle building) liên quan đến quá trình tăng trưởng cơ bắp (sự phì đại cơ bắp) hoặc tăng kích thước của cơ xương thông qua sự tăng trưởng về kích thước của tế bào thành phần của cơ bắp. Hai yếu tố góp phần vào phì đại gồm phì đại tế bào cơ tương, tập trung nhiều hơn vào việc tăng dự trữ glycogen của cơ, và phì đại cấu trúc sợi cơ, tập trung nhiều hơn vào việc tăng kích thước sợi cơ. Tăng áp lực lên cơ là một phương pháp rèn luyện sức mạnh và rèn luyện tạo sự phì đại cơ để hỗ trợ cho việc tăng dần áp lực lên cơ xương và hệ thần kinh. Đây là trọng tâm chính của các hoạt động liên quan đến bộ môn thể hình. Tăng sản cơ đóng vai trò quan trọng trong các môn thể hình và thi đấu sức mạnh như cử tạ, lực tạ, bóng bầu dục Mỹ và cử tạ Olympic. Tăng cơ bắp cũng giúp giảm cân thông qua cơ chế tăng cơ-giảm mỡ, khi đó cơ thể sẽ tăng cường đốt cháy calo kể cả khi nghỉ ngơi, không hoạt động.
Đến nay, tập tạ là bộ môn thể dục về khoa học vận động của cơ mang lại hiệu quả rõ rệt đối với quá trình xây dựng cơ, tăng sản cơ để tăng cường thể hình, hình thể trở nên vạm vỡ, cơ bắp cuồn cuộn, thể vóc đô to vai u thịt bắp. Các bài tập thể trọng cũng là giải pháp hiệu quả để xây dựng cơ bắp săn chắc trong điều kiện không có các thiết bị tập luyện. Nâng tạ là hình thức xây dựng cơ bắp, phát triển sức mạnh, cải thiện khả năng vận động, ngăn ngừa chấn thương và tăng cường sức khỏe tinh thần. Tuy vậy, tập luyện với cường độ cao bằng cách nâng tạ nặng sẽ gây ra những vết rách vi thể ở các sợi cơ vì cơ thể cần một khoảng thời gian phục hồi ít nhất 48 giờ để xây dựng lại các cơ tổn thương bằng các sợi cơ mới khỏe hơn. Tập luyện trên một nhóm cơ hàng ngày bằng tạ dễ gây ra hội chứng tập luyện quá sức, chấn thương cơ, viêm gân bắp tay. Có khuyến nghị nên tập luyện trên mọi nhóm cơ chính 2-3 lần mỗi tuần, trong mỗi buổi tập tạ nên thực hiện 8-10 bài, mỗi bài 2-3 hiệp tập (set), mỗi hiệp tập 8-12 lần (rep) đối với mỗi động tác và một tuần nên có ít nhất hai ngày nghỉ giữa các buổi tập cường độ cao.

## Cơ chế

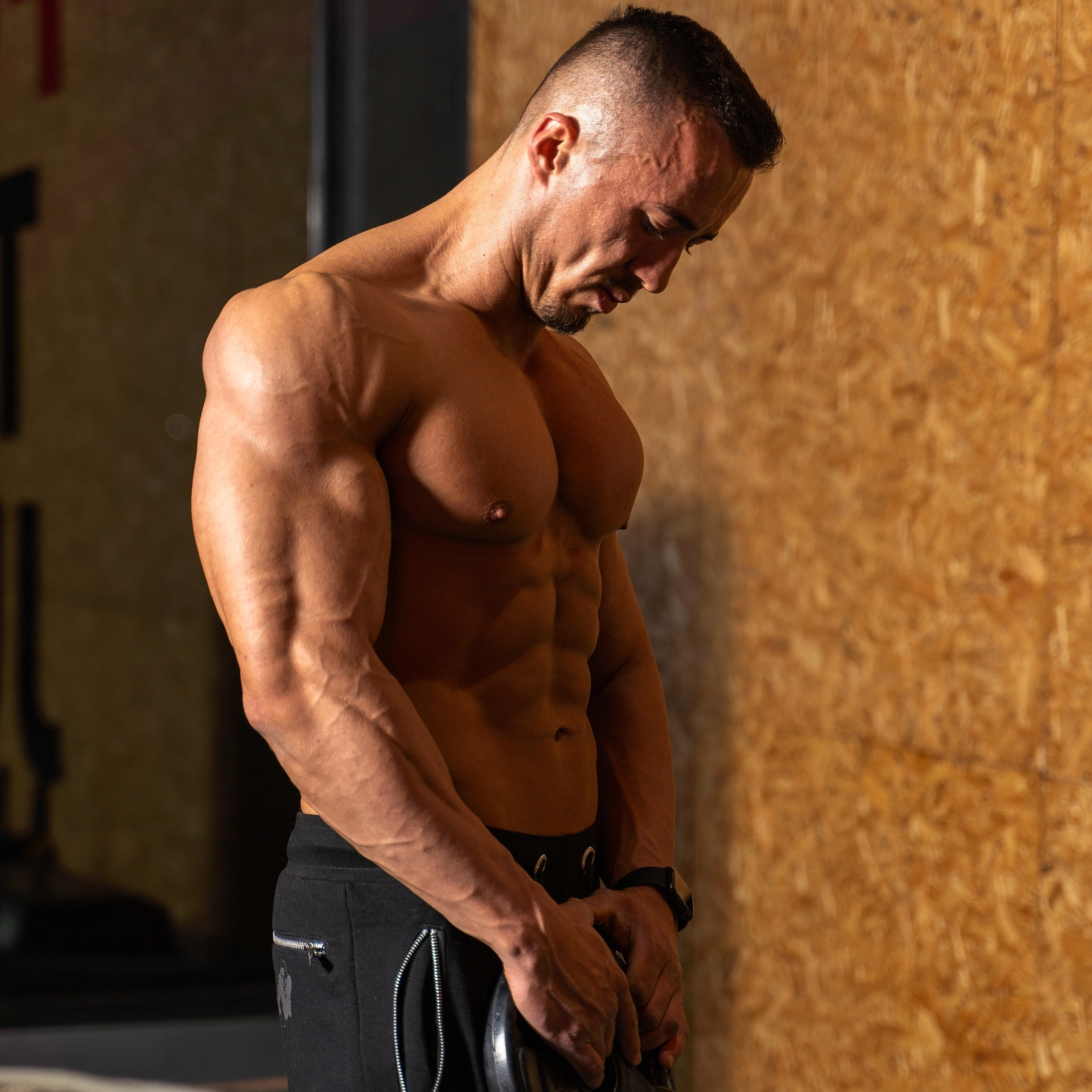
Xây dựng cơ bắp thông qua các bài tập tạ, tập thể hình

Rèn luyện sức mạnh (huấn luyện sức kháng lực) gây ra sự thích nghi về thần kinh và cơ bắp, giúp tăng khả năng của vận động viên trong việc tạo lực thông qua sự co cơ. Sau một thời gian ban đầu thích nghi về thần kinh-cơ, mô cơ sẽ mở rộng bằng cách tạo ra sarcomere (các yếu tố co cơ) và tăng các yếu tố không co cơ như dịch cơ tương. Trong quá trình tập luyện, lưu lượng máu tăng lên đến các vùng hoạt động trao đổi chất khiến cơ bắp tạm thời tăng kích thước. Hiện tượng này được gọi là phì đại tạm thời, hay thường được gọi là "căng cơ" hoặc "phồng cơ". Khoảng hai giờ sau khi tập luyện và thường kéo dài từ bảy đến mười một ngày, cơ bắp sẽ sưng lên do phản ứng viêm khi tổn thương mô được phục hồi (điều này khác với cơ chế phì đại cơ bắp đột biến do nhân tố Myostatin có được do bẩm sinh di truyền).
Sự phì đại dài hạn xảy ra do những thay đổi lâu dài hơn ở cấu trúc cơ. Giải thích nguyên nhân gây sưng cơ cho thấy rằng bài tập sức bền (kháng lực) có thể làm tăng sự tích tụ phosphocreatine và ion hydro do sản xuất lactat trong máu và hormone tăng trưởng, và nồng độ ion lactat và hydro cao có thể đẩy nhanh quá trình hấp thụ nước trong tế bào cơ theo tính thẩm thấu của tế bào vì trọng lượng phân tử của ion lactat và hydro nhỏ hơn trọng lượng phân tử của glycogen cơ. Sự phì đại cơ (tăng sản cơ) có thể được diễn ra thông qua quá trình tăng áp lực lên cơ qua việc gắng sức tập ráng (Progressive overload) là một chiến lược tăng dần sức kháng lực hoặc lặp lại trong các đợt tập luyện liên tiếp để duy trì mức độ nỗ lực cao từ đó kích thích cơ bắp phát triển. Tuy nhiên, các cơ chế chính xác vẫn chưa được hiểu rõ, lý thuyết hiện tại được chấp nhận là thông qua sự kết hợp của căng duỗi cơ học (liên tục co cơ, duỗi cơ), tăng áp lực chuyển hóa và gây tổn thương cơ để kích hoạt phục hồi. Mặc dù vậy, không có đủ bằng chứng cho thấy căng thẳng chuyển hóa có bất kỳ tác động đáng kể nào đến kết quả phì đại cơ bắp. 
Nguyên lý quá tải tiến triển cho thấy rằng việc tăng liên tục tổng khối lượng sinh công cho đến khi đạt ngưỡng thất bại trong các buổi tập luyện sẽ kích thích sự phát triển cơ và tăng sức mạnh bằng cách phì đại cơ. Để giảm thiểu chấn thương và tối đa hóa kết quả, người mới bắt đầu nên bắt đầu ở mức cường độ cơ cảm thấy thoải mái và tăng dần cường độ cơ trong suốt quá trình tập luyện. Việc tăng áp lực lên cơ đòi hỏi phải tăng dần về khối lượng, cường độ, tần suất hoặc thời gian để đạt được mục tiêu của người tập. Trong đó, khối lượng là tổng số lần lặp lại nhân với sức kháng lực được sử dụng để thực hiện mỗi lần lặp lại. Cường độ là giá trị phần trăm của khả năng hoạt động tối đa hoặc được biểu thị dưới dạng phần trăm của số lần lặp lại tối đa. Tần suất một người tham gia vào các hoạt động tập luyện. Thời lượng khoảng thời gian là thời gian giữa các hiệp của cùng một bài tập hoặc giữa các bài tập khác nhau. Kỹ thuật này mang lại lợi ích lớn hơn về sức mạnh thể chất và sự phát triển cơ bắp, nhưng có giới hạn. Quá nhiều kích thích luyện tập có thể dẫn đến vấn đề luyện tập quá mức. Tập luyện quá sức là sự suy giảm hiệu suất tập luyện trong suốt quá trình tập luyện, thường đi kèm với nguy cơ mắc bệnh hoặc chấn thương tăng cao hoặc giảm ham muốn tập thể dục. Để giúp tránh vấn đề này, kỹ thuật phân kỳ sẽ được áp dụng (chia nhỏ các buổi tập theo nhóm cơ và xoay tua).
Việc tập luyện quá tải tiến triển cũng gây ra triệu chứng đau nhức cơ khởi phát muộn (Delayed onset muscle soreness/DOMS) là khi là thấy cơn đau cơ và căng cứng mà cảm nhận được ở cơ xương sau khi mới tập thể dục không quen hoặc gắng sức. Cơn đau nhức được cảm thấy mạnh nhất từ 24 đến 72 giờ sau khi tập. Nguyên nhân gây ra do bài tập co cơ lệch tâm (kéo dài), gây ra tổn thương nhỏ (vi chấn thương) cho sợi cơ. Sau bài tập như vậy, cơ bắp sẽ thích nghi nhanh chóng để ngăn ngừa tổn thương cơ, và do đó gây đau nhức, ê ẩm hoặc rêm rêm, nếu bài tập được lặp lại. Đau nhức cơ khởi phát muộn là một triệu chứng của tổn thương cơ do tập thể dục, là cơn đau giá trị, giúp cảm nhận cơ. Đau nhức này kiểu này là một triệu chứng đặc trưng của DOMS, cũng được gọi là "cơ học tăng cảm giác đau". Đau nhức được coi là cơn đau âm ỉ, nhức nhối ở cơ bị ảnh hưởng, thường kết hợp với đau nhức và cứng cơ. Cơn đau thường chỉ cảm thấy khi cơ bị kéo căng, co lại hoặc chịu áp lực, chứ không phải khi cơ bắp ở trạng thái nghỉ ngơi. Mặc dù có sự khác biệt giữa các bài tập và từng thể trạng cá nhân, cơn đau nhức do DOMS thường tăng cường độ trong 24 giờ đầu sau khi tập thể dục, cơn đau nhức khởi phát muộn này đạt đỉnh điểm từ 24 đến 72 giờ, sau đó giảm dần và biến mất trong vòng bảy ngày sau khi tập thể dục. Đau nhức cơ là do bài tập lệch tâm, tức là bài tập bao gồm các lần co cơ lệch tâm (kéo dài) của cơ. Bài tập đẳng trương tĩnh (Isometric) gây ra ít đau nhức hơn nhiều và bài tập đồng tâm (Concentric) tức là các bài tập co rút không gây ra cơn đau nhức nào. Một triệu chứng khác là đau nhức cơ cấp tính, xuất hiện trong và ngay sau khi tập thể dục (đây là dạng xuất hiện chấn thương cần dừng tập ngay để thăm khám, điều trị). 

## Săn chắc

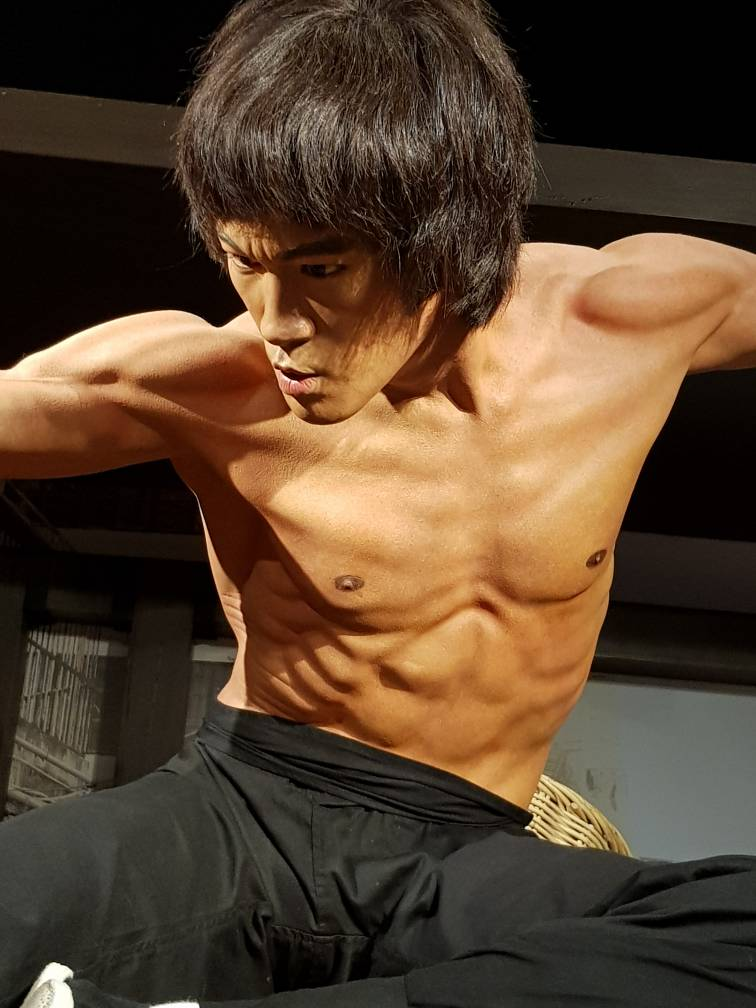
Vóc dáng Lý Tiểu Long đại diện cho hình ảnh cơ thể rắn chắc, mình mẩy rắn như đá chứ không phải vóc dáng vạm vỡ, cơ bắp cuồn cuộn

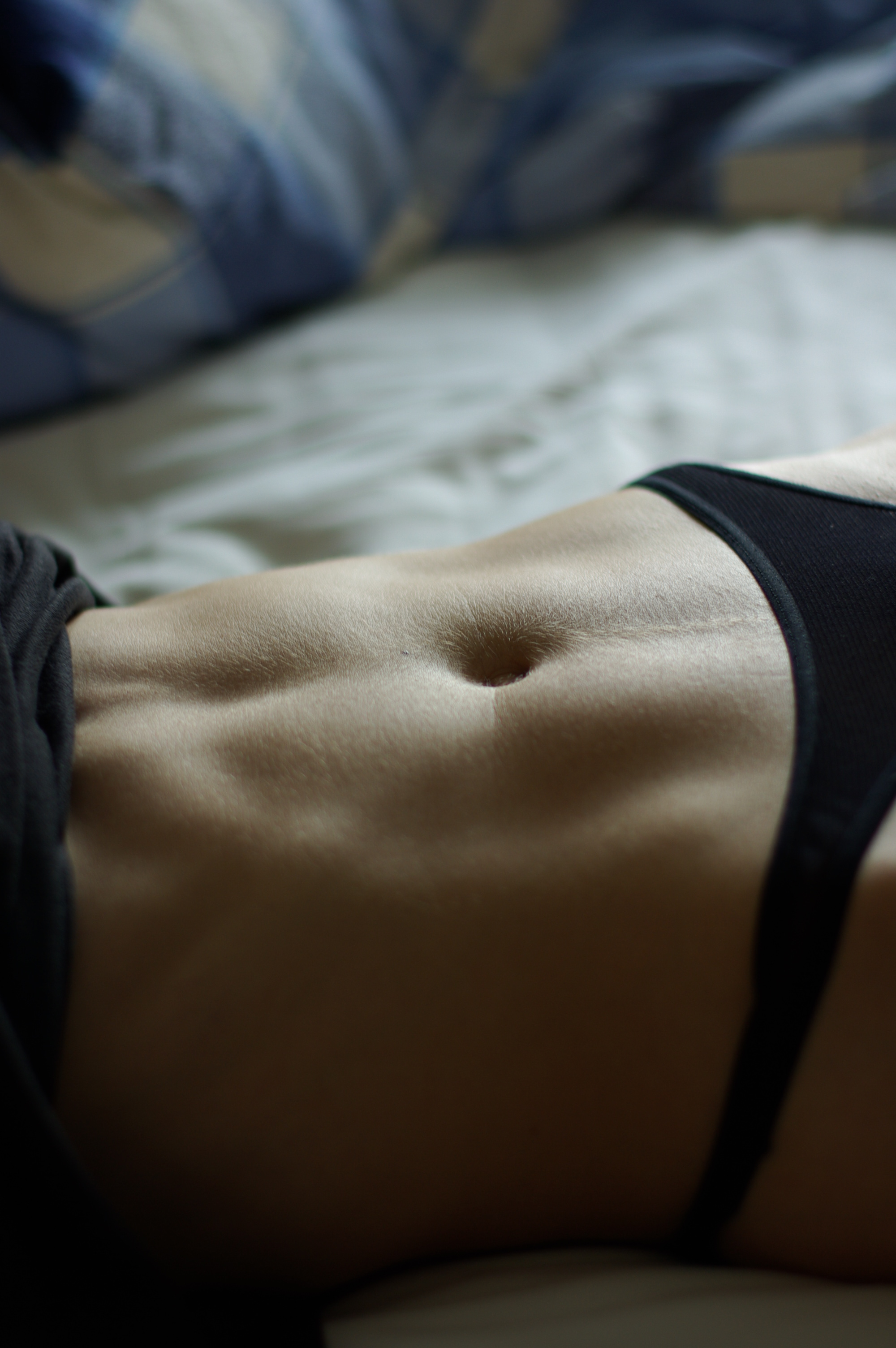
Cơ bụng săn chắc thon gọn

Bài tập săn chắc (Toning exercises) là bài tập thể chất được sử dụng với mục đích phát triển vóc dáng với sự định hình từ các bó cơ bắp. Trong bối cảnh này, "săn chắc" ám chỉ cơ thể một cơ thể rắn rỏi, đầy góc cạnh, vóc dáng thon gọn (mức mỡ cơ thể thấp), hình dạng múi cơ rõ ràng, đường nét, rắn siết mà không phải là thể vóc đô to vạm vỡ với cơ bắp cuồn cuộn ("khối lượng cơ"). Nghiên cứu và kiến thức giải phẫu cơ bản ngụ ý rằng khái niệm về các bài tập cụ thể để cải thiện độ săn chắc là không có cơ sở. Các bài tập có thể hỗ trợ giảm mỡ hoặc kích thích phì đại cơ (phồng cơ), nhưng không thể cải thiện độ săn chắc. Kích thước của cơ có thể thay đổi, cũng như lượng mỡ bao phủ cơ, nhưng hình dạng thì không. Các thuật ngữ "rắn chắc" (Tone) và "săn chắc" (Toning) có thể gây hiểu lầm vì chúng gợi ý rằng có thể giảm mỡ tại chỗ (giảm điểm mỡ), nhưng không phải vậy mà các mô tả chính xác hơn phải là "tăng cơ" và "giảm mỡ". 
Các bài tập được cho là phổ biến để cải thiện độ săn chắc chủ yếu là các bài tập nâng tạ được thực hiện với số lần lặp lại cao và mức kháng lực thấp (mức tạ nhẹ), với thời gian nghỉ ngắn. Tuy nhiên, quan niệm thông thường này bị chỉ trích là kém chất lượng và không hiệu quả. Những gì được ủng hộ là một thói quen tập thể dục thường xuyên đều đặn bao gồm chế độ luyện tập sức bền để kích thích sự phân hủy và phục hồi cơ (tăng khối lượng cơ sẽ làm tăng quá trình trao đổi chất, vì cơ sử dụng nhiều calo hơn chất béo), tăng cường sức khoẻ qua bài tập tim mạch (đặc biệt là phương pháp luyện tập ngắt quãng) để đốt cháy calo tạo ra sự thâm hụt calo, cùng với chế độ ăn uống tối ưu (cung cấp đủ chất dinh dưỡng) để điều chỉnh lượng calo nạp vào và cung cấp đủ chất dinh dưỡng cho sự phát triển của cơ bắp. Yêu cầu chính để có vẻ ngoài săn chắc là phải có lượng mỡ cơ thể thấp, vì chính chất béo tạo nên vẻ ngoài mủm mĩm thậm chí là những ngấn bụng, ngồn ngộn.

## Chú thích

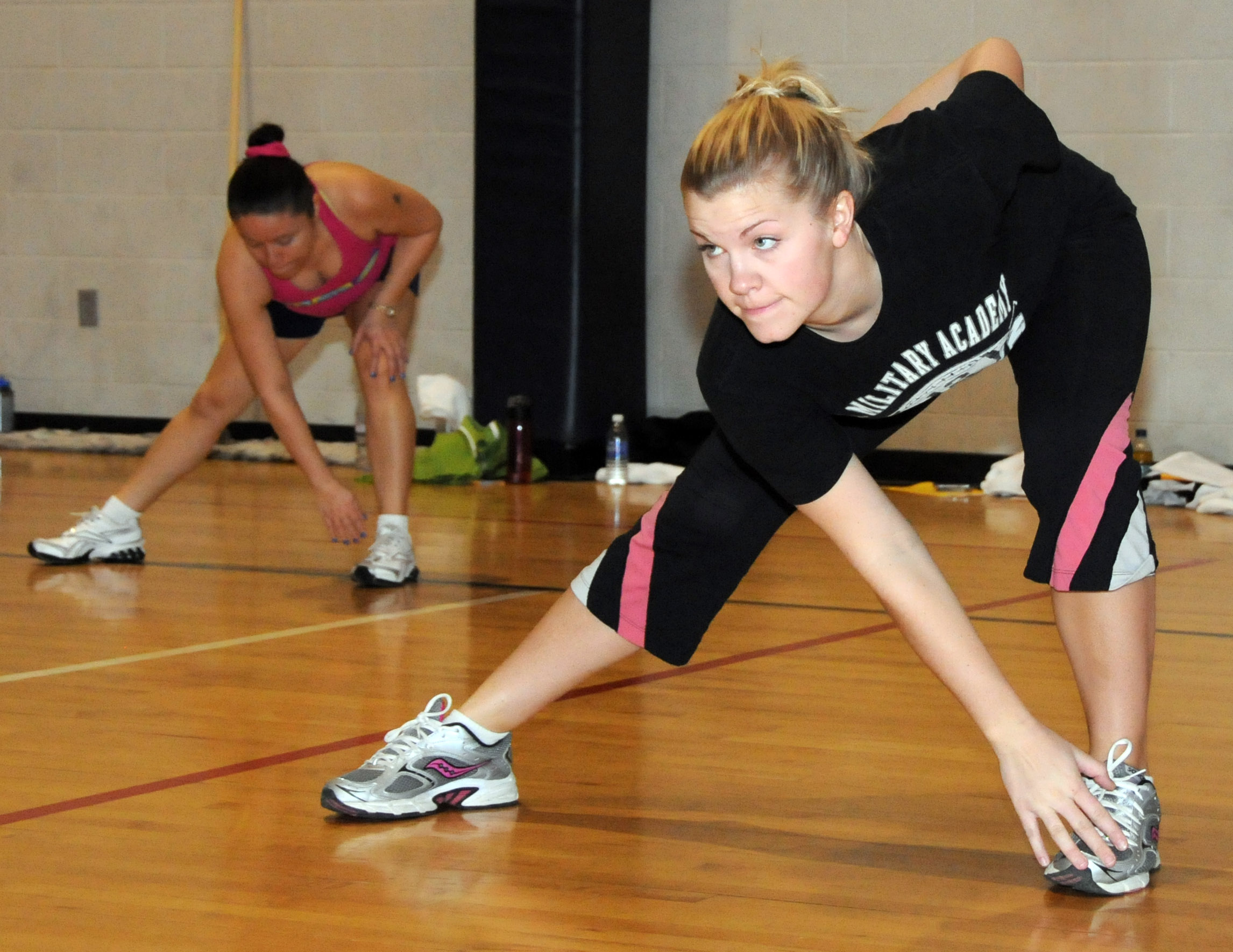
Bài khởi động trước khi tập nặng để xây dựng cơ bắp